# Стасюк Ігор Васильович
Ігор Васильович Стасюк (23 вересня 1938, Бережани — 16 вересня 2019, Львів) — український фізик-теоретик, член-кореспондент Національної академії наук України (1995), доктор фізико-математичних наук (1985), професор.

## Біографія

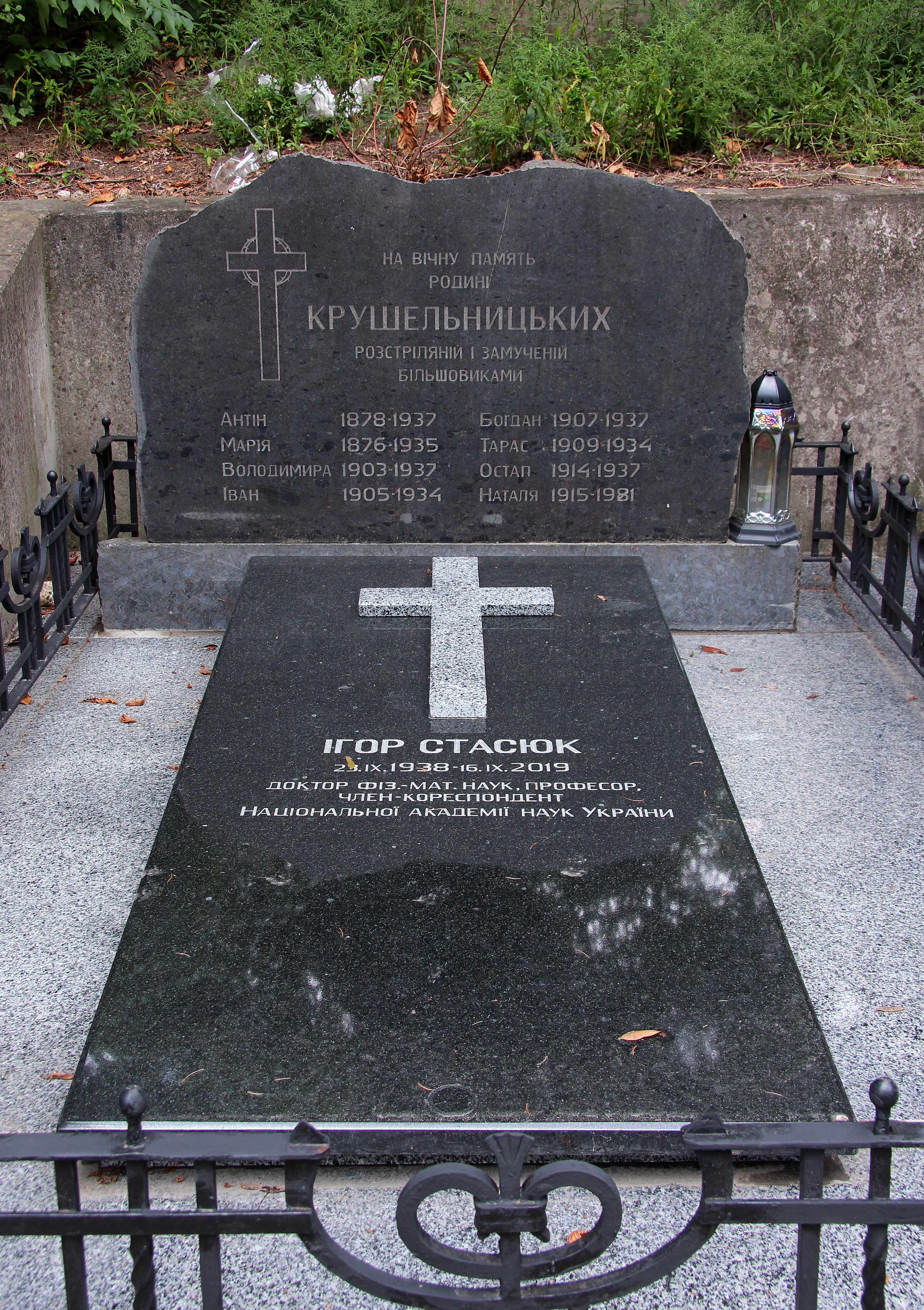
Надгробок на могилі Ігоря Стасюка

Народився 23 вересня 1938 року у містечку Бережани Тернопільської області.
У 1959 р. закінчив із відзнакою фізичний факультет Львівського державного університету ім. І. Франка. Ще студентом спільно з В. В. Владимировим під керівництвом професора А. Ю. Глаубермана він виконав дослідження, присвячене «новій формі полярної моделі» з уведенням операторів «вузлових елементарних збуджень» (попередники відомих операторів Хаббарда), високо оцінене академіком М. М. Боголюбовим і рекомендоване до публікації в «Докладах академии наук СССР» у вигляді статті.
У 1963 р. успішно захистив дисертацію на здобуття наукового ступеня кандидата фізико-математичних наук на тему «Метод вузлових елементарних збуджень у теорії неметалічних кристалів».
І. В. Стасюк поєднує викладацьку і дослідницьку роботу на кафедрах теоретичної фізики й теорії твердого тіла Львівського державного (нині національного) університету ім. І. Франка, працюючи над розвитком теорії обмінних взаємодій та феромагнетизму в сильно скорельованих електронних системах, зокрема, над формулюванням теореми Віка й розробленням діаграмної техніки для операторів Хаббарда. Одночасно він створив мікроскопічні моделі сегнетоелектриків зі складною структурою водневих зв'язків, які допомогли описати їхні динамічні та термодинамічні властивості, а також запропонував мікроскопічну теорію оптичних ефектів, породжених зовнішніми полями в діелектричних кристалах.
З 1978 до 1983 рр. — працює у Інституті прикладних проблем механіки та математики АН України, а потім у Львівському відділенні Інституту теоретичної фізики АН України. У цей час його наукові інтереси поширюються також на теорію електрон-деформаційних ефектів у напівпровідниках, сполуки з вузькими зонами провідності та кристали з ефектом Яна-Теллера.
У 1985 р. — захистив докторську дисертацію на тему «Теорія індукованих зовнішніми полями ефектів у кристалах із структурними фазовими переходами».
З часу створення у 1990 р. на основі Львівського відділення Інституту теоретичної фізики АН України працював на посаді заступника директора з наукових питань в Інституті фізики конденсованих систем НАН України та до 2016 року очолював відділ квантової статистики, нині є головним науковим співробітником.
У 1995 р. — обраний членом-кореспондентом НАН України.
Помер професор Ігор Стасюк у Львові, похований на 23 полі Личаківського цвинтаря.

## Наукова та педагогічна діяльність
Найвагоміші результати пов'язані з теорією твердого тіла. Це розроблені ним математичні методи у теорії багатостанових і ферміонних систем із сильними короткосяжними кореляціями, вивчення ефекту хаббардівських кореляцій та ангармонічних ефектів у високотемпературних надпровідниках, розвиток теорії кінематичних механізмів надпровідного спарювання в межах моделі Хаббарда. Учений відомий також своїми розробленнями в мікроскопічній теорії впливу полів різноманітної природи на властивості та термодинаміку сегнетоелектриків і ян-теллерівських кристалів. Понад десятилітній доробок І. В. Стасюка та його учнів у галузі теорії протонного й іонного перенесення в суперіонних кристалах знайшов продовження в описі властивостей інтеркальованих кристалів. За результатами наукової роботи було опубліковано понад 700 наукових праць у вітчизняних та іноземних виданнях, у тому числі п'яти монографії.
Багато років веде роботу з підготовки наукових кадрів, читає лекції з теоретичної фізики та численні спецкурси (квантова статистика, електродинаміка, теорія твердого тіла, теорія фазових переходів, математичні методи теоретичної фізики) у Львівському національному університеті ім. І. Франка. Він виховав 21 кандидата та 5 докторів наук.

## Громадська діяльність
І. В. Стасюк — віце-президент Українського фізичного товариства, дійсний член Наукового Товариства ім. Т. Г. Шевченка. З 1993 р. — заступник головного редактора журналу «Condensed Matter Physics», член редколегії журналу «Phase Transitions», а також голова секції «Фізика сегнетоелектриків», член редколегії низки міжнародних журналів, секцій «Теорія твердого тіла» та «Фізика високотемпературної надпровідності» Міжвідомчої наукової ради при Президії НАН України з проблеми «Фізика твердого тіла», входить до складу секції статистичної фізики Наукової ради НАН України з проблеми «Фізика м'якої речовини», спеціалізованих рад із захисту докторських дисертацій. Він член Міжнародного дорадчого комітету «Домени у фероїках і мезоскопічні структури», виступив організатором багатьох міжнародних конференцій зі статистичної теорії конденсованих середовищ і фізики сегнетоелектриків.

## Нагороди та премії
- Премія НАН України імені О. С. Давидова за результатами 2013 року[4].
- Кавалер ордена «За заслуги» ІІІ ступеня.
- Почесний доктор Інституту теоретичної фізики ім. М. М. Боголюбова НАН України (2011).
- Соросівський професор (1996).

## Родина
Дружина — Тетяна Крушельницька, фізик, громадсько-політична діячка. Дочка Лариси Крушельницької, онука Івана Крушельницького та Галі Левицької, правнучка Антона та Марії Крушельницьких і Льва Левицького.